# 標準誤差
標準誤差（ひょうじゅんごさ、英: standard error; SE）は、母集団からある数の標本を選ぶとき、選ぶ組み合わせに依って統計量がどの程度ばらつくかを、全ての組み合わせについての標準偏差で表したものをいう。
統計量を指定せずに単に「標準誤差」と言った場合、標本平均の標準誤差（英: standard error of the mean; SEM）のことを普通は指す。以下ではこれについて述べる。

## 定義
標準偏差σ、要素数Nの母集団からn個の標本を抽出するとき、標準誤差は次の式により推定される。
{\displaystyle {\sqrt {\frac {N-n}{N-1}}}{\frac {\sigma }{\sqrt {n}}}}
標準偏差σを標本データから計算した標準偏差sで推定する場合は
{\displaystyle {\sqrt {\frac {N-n}{N}}}{\frac {s}{\sqrt {n}}}}
となる。
Nが十分大きい場合には
{\displaystyle {\frac {\sigma }{\sqrt {n}}}}または{\displaystyle {\frac {s}{\sqrt {n}}}}
としてよい。
この式で重要なのは、標準誤差は抽出する標本サイズの平方根に反比例するという点である。つまり、例えば標本サイズを4倍にすると標準誤差を半分にできる。統計調査を計画する際に、費用や手間をある範囲内に収めた上で誤差を最小にしたい場合が多い。これらの条件の関係を判断するのに上の関係式が重要となる。
日本工業規格では、「推定量の標準偏差」と定義している。

## 信頼区間
分布が正規分布に従う場合、95%信頼区間は、約平均±2×標準誤差となる。
分布が正規分布に従う場合、99%信頼区間は、約平均±3×標準誤差となる。